# Micaela Schneider
Micaela Schneider (Buenos Aires, Argentina; 9 de enero de 1995) es una futbolista argentina. Juega de mediocampista en Estudiantes de la Primera División Femenina de Argentina. También se desempeña como jugadora de fútsal en la posición de cierre/última.

## Trayectoria

### Inicios
Comenzó jugando baby fútbol desde niña en el club Kimberley, continuó en baby hasta los 13 años de edad. En 2012, con 17 años, junto a quien fue su compañera Delfina Fernández, formaron el primer equipo de fútsal del Kimberley. Ese mismo año comenzaron a competir en AFA.

### Lanús
En la segunda mitad del año 2018 se une a Las Granates quienes venían de ascender de la segunda categoría, de cara a disputar la Primera División 2018-19.

### Estudiantes de Buenos Aires
Luego de un año en Lanús, para la segunda parte del año 2019, se une al Pincha de Caseros que se encontraba disputando la Primera B. Con el conjunto de Caseros logró el ascenso a Primera A, siendo pieza importante del equipo y capitana, además fue autora del gol en la final ante Ferro que le dio el empate parcial y posteriormente la victoria y el campeonato a su equipo. También jugó y logró el ascenso con el equipo de fútsal.

## Estadísticas

### Clubes
| Club             | Liga               | País      | Año             |
| ---------------- | ------------------ | --------- | --------------- |
| Lanús            | Primera División A | Argentina | 2018 - 2019     |
| Estudiantes (BA) | Primera División B | Argentina | 2019 - 2021     |
| Estudiantes (BA) | Primera División A | Argentina | 2022 - presente |

## Palmarés

### Títulos nacionales
| Título             | Club        | País      | Año  |
| ------------------ | ----------- | --------- | ---- |
| Primera División B | Estudiantes | Argentina | 2021 |

## Otras modalidades
Ha jugado campeonatos oficiales de fútbol sala en Kimberley Atlético Club, Club Atlético Estudiantes y Ferro Carril Oeste. Ha formado parte de la Selección Argentina de Fútbol Playa.